# 小田原一家5人殺害事件
小田原一家5人殺害事件（おだわらいっかごにんさつがいじけん）とは、1949年（昭和24年）9月14日に神奈川県小田原市井細田42番地で発生した大量殺人事件。当時18歳4か月の少年Sによる犯行で、銭湯を経営していた男性A（当時45歳）ら一家5人が殺害され、男性夫婦の娘1人が重傷を負った。
犯人Sは強盗殺人・同未遂罪の被告人として起訴され、刑事裁判では殺人・同未遂罪を認定された。Sは1951年（昭和26年）に最高裁で死刑が確定したが、サンフランシスコ講和条約発効を記念した恩赦により無期懲役刑に減刑され、1970年（昭和45年）3月に宮城刑務所を仮出所した。しかし出所後の1984年（昭和59年）、Sは東京都杉並区内で女子中学生2人への殺人未遂事件を起こして懲役8年の刑に処され、仮釈放も取り消された。

## 犯人S
犯人の男Sは1931年（昭和6年）5月2日生まれ（事件当時18歳）で、本籍地は神奈川県横浜市西区南幸町二丁目50番地。事件当時の住居は小田原市井細田42番地（事件現場の隣家）。Sは両親と早く死別し、弟と2人で叔父に引き取られ、地元の町工場で旋盤工として働いていたが、1949年2月に解雇され、犯行当時は失業状態だった。また、1947年（昭和22年）には窃盗で検挙されたこともあった。

## 事件の経緯
加害者Sは事件の3か月前、自宅2階の窓から現場となった隣家の銭湯「田浦湯」の女湯を覗いていたところ、経営者である男性A（当時45歳）に発見されて注意された。それ以降「田浦湯」は女湯覗きの防止策として、隣家との境界にある薪置場の屋根の上に目隠し用の簾を立てたが、Sはこれを逆恨みし、Aの殺害を決意。事件の1か月前に肉切り包丁（刃渡り約22 cm）を購入し、これを研いで準備していた。
Sは事件当日（1949年9月14日）深夜1時ごろ、予め用意してあった包丁を持ち、被害者宅1階の浴場通用口から侵入した。そして包丁に加え、薪置場にあった薪割り（鉈）を持ち、就寝中だった男性A（当時45歳）とその妻B（当時42歳）、Bの母親C（当時80歳／Aの義母およびD・E・Fの祖母）の3人を鉈で殴り殺した。さらにA・B夫婦の子供2人（次女D〈当時8歳〉・長男E〈当時3歳〉）の首にそれぞれ電気コードを巻きつけ、その首を持っていた肉切り包丁で刺して殺害し、長女F（当時18歳）も頭部を鉈で殴って殺そうとした。一連の犯行に要した時間は約40分で、Fを除く一家5人は即死し、一命を取り留めたFも瀕死の重傷を負った。
Sは犯行後、タンスを探して紙入れ（600円入り）を奪い、そのまま帰宅したが、同居していた叔父に犯行を打ち明け、同日9時30分に足柄下地区警察署へ自首した。

## 刑事裁判
加害者Sは強盗殺人罪および同未遂罪で起訴されたが、刑事裁判で認定された罪状は殺人罪および同未遂罪だった。
被告人Sの公判は横浜地方裁判所小田原支部で1949年10月から始まり、同地裁支部（三淵乾太郎裁判長）は1950年（昭和25年）1月12日、被告人Sに対し死刑判決を言い渡した。被告人Sは判決直後に控訴したが、後に「贖罪したい」として控訴取り下げを申し立てた。Sは当時、度々拘置所を訪れ接見しに来た弁護人から説得を受けても翻意せず、拘置所長も最終的に控訴取り下げの手続きを取ろうとしていたところ、その話を聞いた三淵が同月2月6日に拘置所を訪れてSを説得し、翻意させた。このため、控訴審は継続されたが、1951年（昭和26年）3月20日には東京高等裁判所で控訴棄却判決（第一審の死刑判決を支持する判決）が言い渡された。Sは判決を不服として上告したが、1951年（昭和26年）9月6日に最高裁判所第一小法廷（澤田竹治郎裁判長）は「死刑制度は憲法で規定された『残虐な刑罰』には該当しない。被告人Sは犯行当時18歳以上であり、犯行時18歳未満の少年への死刑適用を禁じた少年法第51条の規定は適用できない」として被告人Sの上告を棄却する判決を言い渡したため、Sの死刑が確定した。

## 恩赦減刑
死刑確定後、死刑囚となったSは東京拘置所から仙台拘置支所へ移送された。しかし、同年8月に締結されたサンフランシスコ講和条約を記念して、戦後4回目となる恩赦（平和条約発効恩赦）が実施され、Sを含む死刑囚12人もその恩赦の対象となった。これにより、死刑囚S（当時21歳）は1952年（昭和27年）9月23日付で、政令恩赦（減刑令）により死刑から無期懲役に減刑された。
それ以降、受刑者Sは仙台拘置支所から宮城刑務所へ移監され、1970年（昭和45年）3月に38歳で仮出所するまで、模範囚として働いていた。

## 仮釈放後
仮出所後、Sは世話をする人間に恵まれ、東京都内の印刷会社に就職した。
一方、Sは横浜市南区庚台のアパートに居住しつつ、1982年（昭和57年）ごろからは家出中の少女X（1984年の事件当時は13歳・中学2年生）と同棲していた。しかし1984年（昭和59年）7月8日、少女Xは突然Sのアパートを飛び出し、中学時代に親しくしていた東京都杉並区在住の少女Y（当時14歳・中学3年生）を頼った。S（当時53歳）は同日10時ごろにY宅を訪れ、Xに対し「戻ってくれ」と懇願したが、Xは「歳が違いすぎる。もう別れる」と応じず、遊びに来ていたYの同級生ら5人からも詰め寄られた。これに憤激し、殺意を抱いたSは16時ごろにY宅を去ったが、明大前駅（京王帝都電鉄〈現：京王電鉄〉へ戻る途中、商店街の金物屋で登山ナイフ（刃渡り約10 cm）を購入。そして18時ごろにXを公衆電話で呼び出し、杉並区永福一丁目（明治大学和泉校舎正門前・甲州街道の歩道橋上）で、Xと連れ立ったYの2人を登山ナイフで襲い、2人に怪我を負わせる事件を起こした。Sはそのまま横浜の自宅アパートに帰宅したが、翌日（1984年7月9日）2時40分に自宅付近で高井戸警察署（警視庁）の署員に殺人未遂容疑で緊急逮捕された。そして同事件で殺人未遂罪に問われた被告人Sは、同年12月19日に東京地方裁判所刑事第15部（柴田孝夫裁判長）で懲役8年（求刑：懲役12年）の実刑判決を言い渡された。これにより仮釈放も取り消され、Sは1985年（昭和60年）末に無期懲役＋懲役8年の刑で宮城刑務所に移送された。
Sのその後については明確にはわかっていないが、同事件を取材した斎藤充功 (2018) は「2009年（平成21年）2月15日23時10分ごろ、宮城刑務所で70歳代の男性受刑者が首吊り自殺した」と言及した上で、「宮城刑務所は無期懲役囚を含む長期刑の受刑者を収容しており、その受刑者は70歳代だった。この受刑者は本事件加害者のSである可能性がある」と指摘している。
事件で唯一生き残った女性（Aの長女F・事件当時19歳）は83歳となった2014年（平成26年）夏に斎藤から取材を受け、「Sが恩赦で死刑を免れた後、仮釈放後に再犯したことは知っている。Sは一度、宮城刑務所にいる際に保護司を通じて『出所したら（被害者たちの）墓参りをしたい』と連絡してきたが、自分は『仇に墓参りをしてほしくない』と断った」「（先述の）自殺した男がSだとしたら残念だ。自分の家族は虫けらのように殺されたのだから、Sも一生刑務所に入れられて苦しみ、獄死すればいい」と述べている。